# Esdras 1

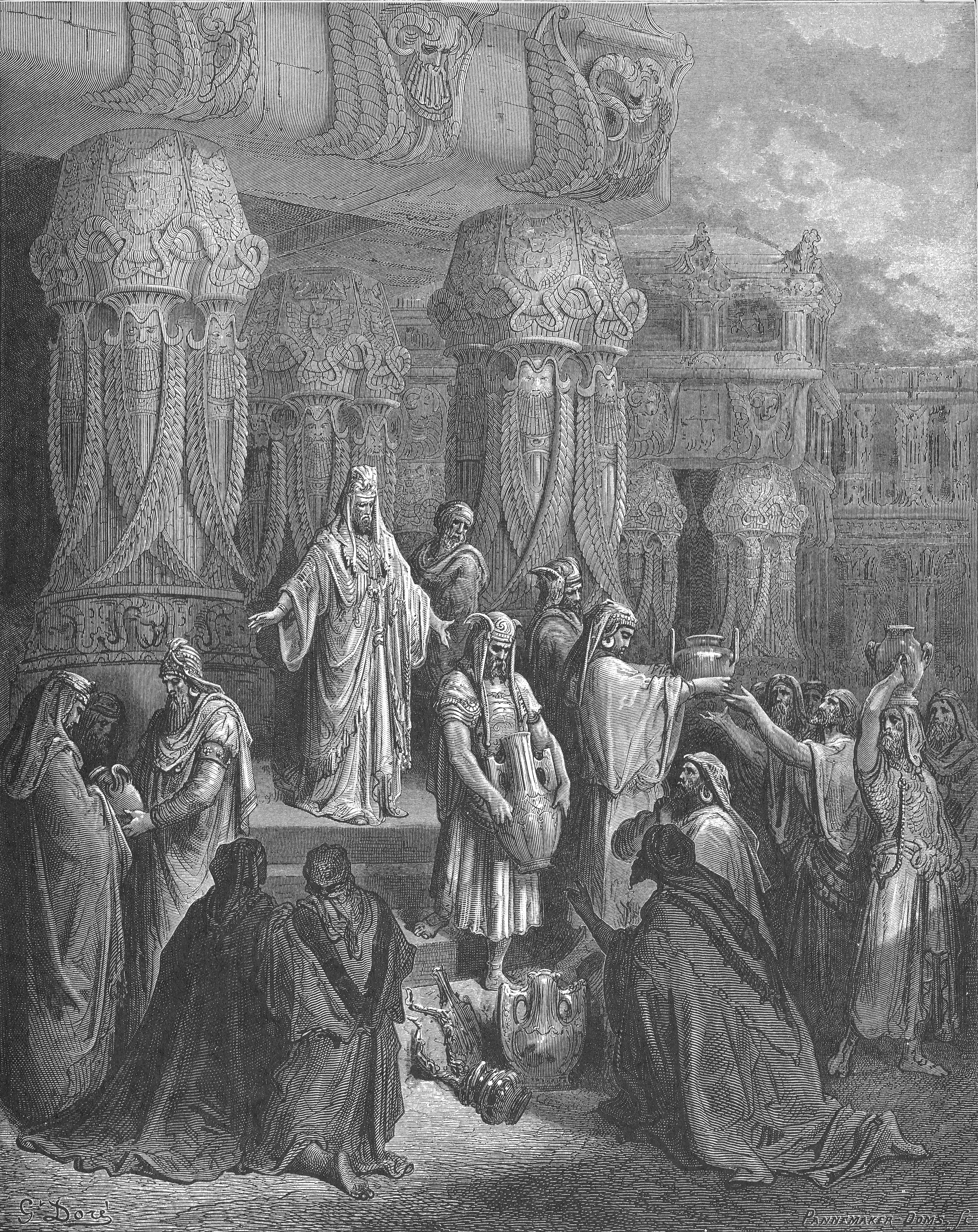
Ciro devuelve los vasos del Templo

Esdras 1 (Ezra 1) es el primer capítulo del Libro de Esdras en el Antiguo Testamento de la Biblia cristiana, o el libro de Ezra–Nehemías en la Biblia hebrea (que trata a los libros de Esdras y Nehemías como uno solo). La tradición judía afirma que Ezra es el autor de Ezra-Nehemías y del libro de las Crónicas, pero los estudiosos modernos generalmente aceptan que un compilador del siglo V a. C. (el denominado «Cronista») es el autor final de estos libros. Este capítulo contiene los registros del edicto del rey Ciro y el regreso inicial de los exiliados a Judá dirigidos por Zorobabel (Sheshbazzar), así como la restauración de los vasos sagrados del templo. También presenta la sección que comprende los capítulos 1 a 6 que describen la historia antes de la llegada de Esdras a la tierra de Judá en 468 a. C. La oración inicial de este capítulo (y este libro) es idéntica a la oración final de 2 Crónicas.

## Texto

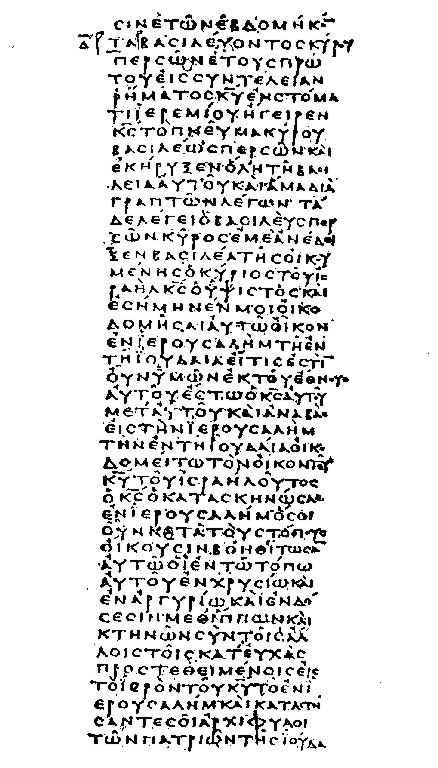
Columna derecha de la página 575 del manuscrito griego uncial Codex Vaticanus, de la Biblioteca Vaticana, que contiene 1 Esdras 1:55-2:5.

El texto original está escrito en idioma hebreo. Este capítulo está dividido en 11 versículos.

### Testigos textuales
Algunos de los primeros manuscritos que contienen el texto de este capítulo en hebreo son del texto masorético, que incluye el Codex Leningradensis (1008).
También hay una traducción al griego koiné conocida como Septuaginta, realizada en los últimos siglos a. C. Los manuscritos antiguos existentes de la versión de la Septuaginta incluyen el Codex Vaticanus (B; {\displaystyle {\mathfrak {G}}}B; siglo IV) y el Codex Alexandrinus (A; {\displaystyle {\mathfrak {G}}}A; siglo V).
Un libro griego antiguo llamado 1 Esdras (griego: Ἔσδρας Αʹ) que contiene algunas partes de 2 Crónicas, Ezra y Nehemías se incluye en la mayoría de las ediciones de la Septuaginta y se coloca antes del libro único de Ezra–Nehemías (que se titula en griego: Ἔσδρας Βʹ). 1 Esdras 2:1-14 es equivalente a Esdras 1:1-11 (edicto de Ciro).

## Dios es soberano (1:1–4)

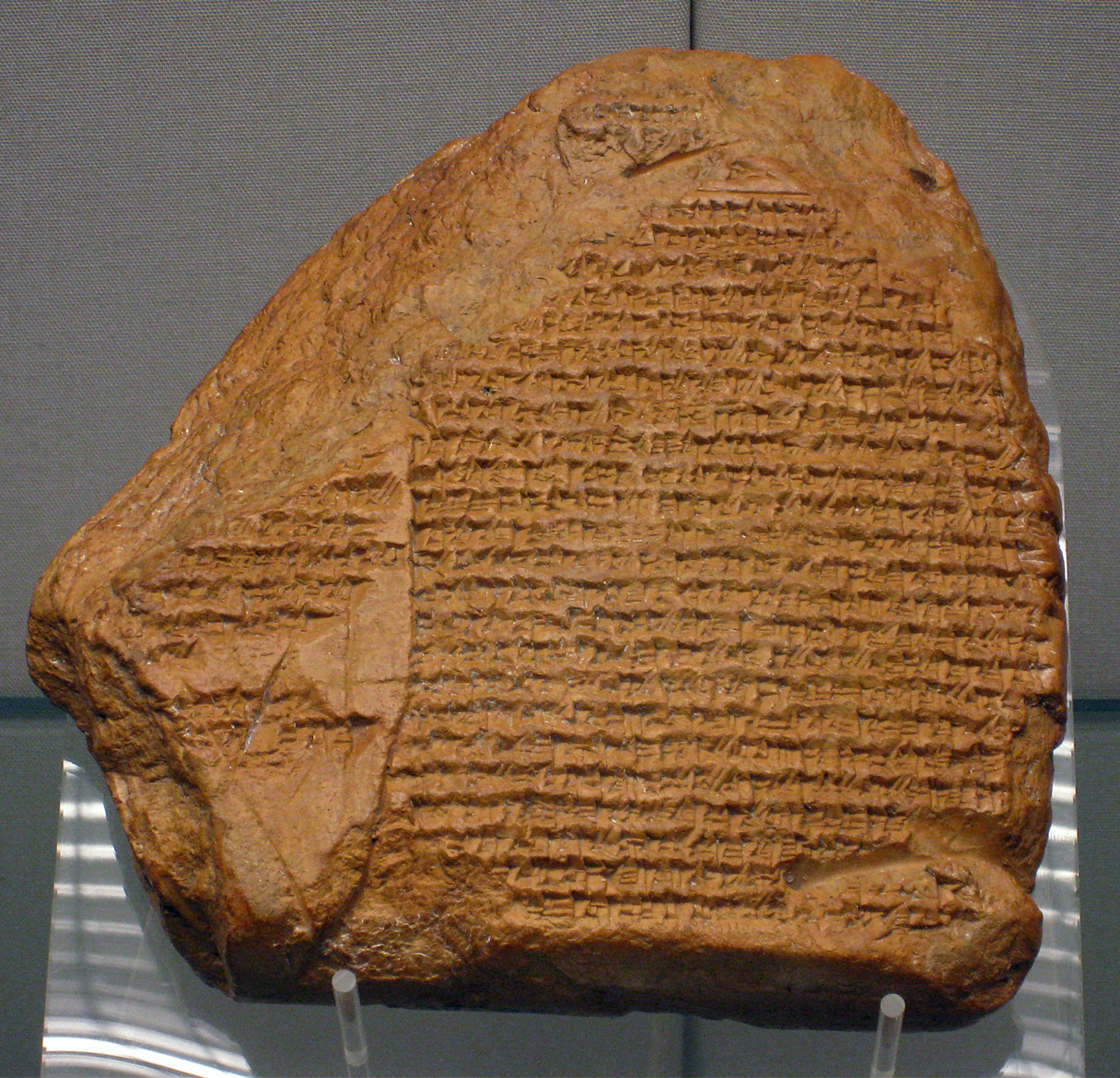
La Crónica de Nabonido, que contiene el título de Ciro como el «rey de Persia».

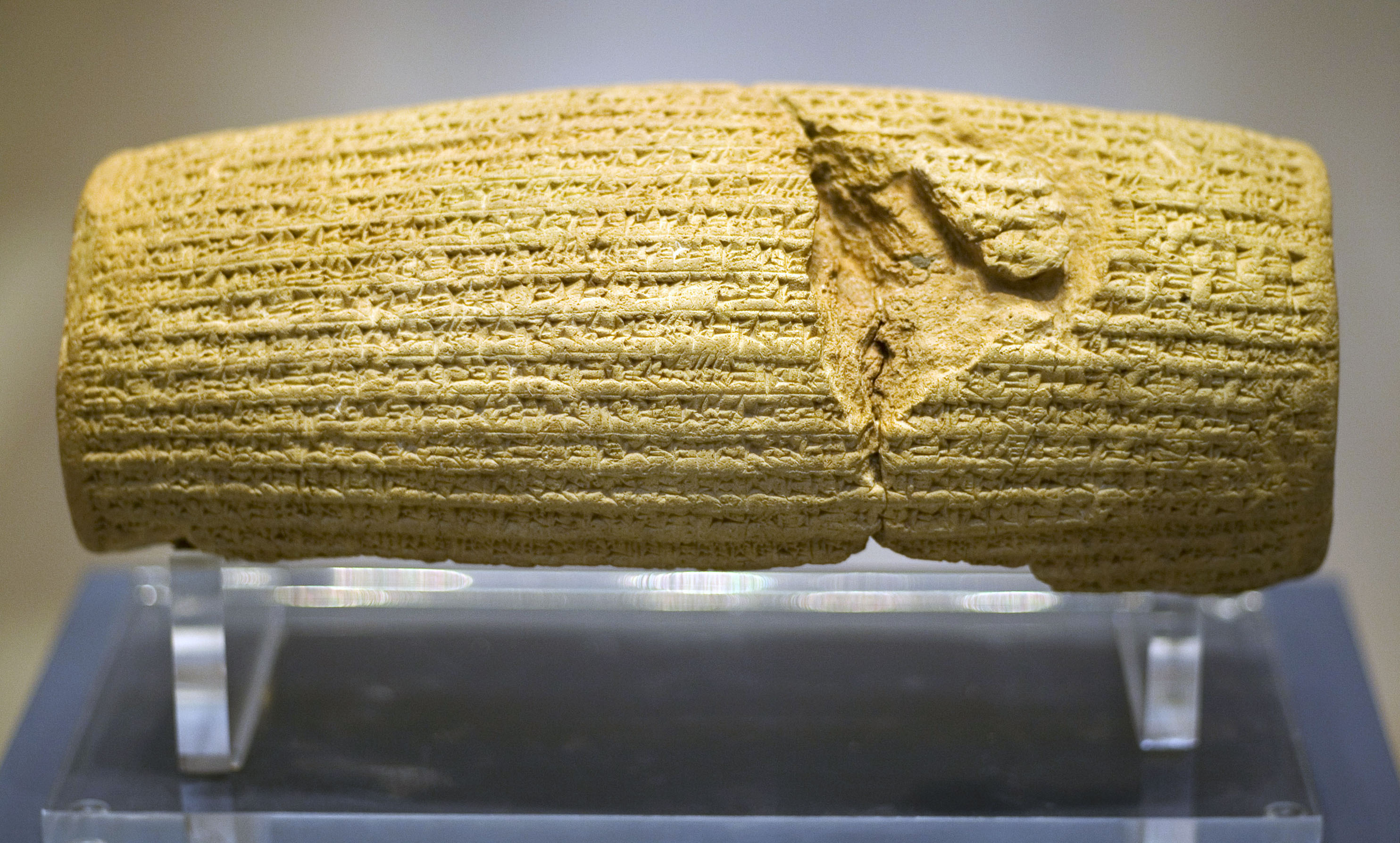
Frente del Cilindro de Ciro, que contiene una inscripción similar al edicto de Ciro.

El libro comienza con un contexto histórico de un evento real: «el primer año de Ciro rey de Persia», pero inmediatamente sigue con la declaración sobre Dios que tiene el control real e incluso ya habla sobre este evento antes del nacimiento de Ciro (Isaías 44:28, 45:13) y el cumplimiento de su palabra a través de Jeremías.

### Versículo 1
1 En el primer año de Ciro rey de Persia, para que se cumpliese la palabra de YHWH por boca de Jeremías, despertó YHWH el espíritu de Ciro rey de Persia, el cual hizo pregonar de palabra y también por escrito por todo su reino, diciendo:
- Referencia cruzada: 2 Crónicas 36:22[19]
- «Ahora»: algunas traducciones interpretan así la palabra de conexión hebrea «waw» que da inicio al capítulo. El uso de esta palabra para comenzar un libro es el mismo que en 1 Reyes.[20]
- «Ciro rey de Persia»: (c. 600–530 a. C.),[21] comúnmente conocido como «Ciro el Grande»;[22] su nombre y título como «rey de Persia» están escritos en la Crónica de Nabonido.[23] Él puso «por escrito» una declaración en escritura cuneiforme acadia en un cilindro de arcilla, ahora conocido como el Cilindro de Ciro, que se utilizó como depósito de cimientos después de la conquista persa de Babilonia en 539 a. C., cuando el Imperio neobabilónico fue invadido por Ciro e incorporado a su Imperio aqueménida.[21] Se cree que las palabras registradas en los versículos 2–4 representan la forma oral del edicto, mientras que la forma escrita se registra en el capítulo 6.[24]

### Versículo 2
2 Así ha dicho Ciro rey de Persia: YHWH el Dios de los cielos me ha dado todos los reinos de la tierra, y me ha mandado que le edifique casa en Jerusalén, que está en Judá.
- Referencia cruzada: 2 Crónicas 36:23[19]

En el cilindro de Ciro hay una declaración relacionada con el edicto de Ciro que da los antecedentes históricos del libro de Ezra:
Regresé las imágenes de los dioses, que habían residido allí [es decir, en Babilonia], a sus lugares y les dejé morar en moradas eternas. Reuní a todos sus habitantes y les devolví sus viviendas.
El edicto de Ciro es significativo para el regreso de los judíos, porque muestra que no huyeron de Babilonia, sino que el rey persa les dio permiso oficial en el primer año de su gobierno, y es un cumplimiento específico de la profecía de los setenta años de Jeremías (Jeremías 25:11–14; Jeremías 29:10–14).

### Versículo 3
3 Quien haya entre vosotros de su pueblo, sea Dios con él, y suba a Jerusalén que está en Judá, y edifique la casa a YHWH Dios de Israel (él es el Dios), la cual está en Jerusalén.
- Referencia cruzada: 2 Crónicas 36:2[19]

### Versículo 4
4 Y a todo el que haya quedado, en cualquier lugar donde more, ayúdenle los hombres de su lugar con plata, oro, bienes y ganados, además de ofrendas voluntarias para la casa de Dios, la cual está en Jerusalén.
- «Y a todo el que haya quedado» o «y todos los supervivientes»[30] es traducido del hebreo וכל הנשאר, wə-ḵāl ha-nish-’ār,[31] en referencia a los «judíos que se quedaron atrás»;[30] por lo tanto, son «los judíos que no regresan a Judá», y estas personas deben ayudar a los que regresan a Judá.[32]

## Cooperación (1:5–11)
En respuesta al Decreto de Ciro, los jefes de familia de las tribus de Judá y Benjamín, los sacerdotes y los levitas salieron de Babilonia rumbo a Jerusalén, pero las otras diez tribus no mostraron ninguna reacción. Los últimos tres versículos detallan el inventario de los artículos capturados del Templo (probablemente basados en el documento oficial que autoriza el regreso) que son contados por Zorobabel (Sheshbazzar), el príncipe de Judá, para ser regresados desde Babilonia a Jerusalén.

### Versículo 7
7 Y el rey Ciro sacó los utensilios de la casa de YHWH, que Nabucodonosor había sacado de Jerusalén, y los había puesto en la casa de sus dioses.
Los tesoros del Templo que Nabucodonosor se llevó (2 Crónicas 36:18) ahora deben ser devueltos a Jerusalén.